# Noel Valladares
Noel Eduardo Valladares Bonilla (Comayagua, 3 de maio de 1977) é um ex-jogador de futebol hondurenho, que atuava como goleiro pelo Olimpia. O jogador é considerado ídolo com suas atuações na Seleção Hondurenha de Futebol.

## Carreira
Noel fez parte do elenco da Seleção Hondurenha de Futebol nas Olimpíadas de 2000.
Atuou como goleiro titular da seleção de Honduras na Copa América de 2001, inclusive na vitória sobre a seleção brasileira. Destacou-se na Copa do Mundo de 2010, depois de fazer a defesa mas bonita do mundial ao defender a cabeçada do jogador chileno Waldo Ponce, a queima roupa.
Em 2011, ele ganhou o prêmio de "Melhor Goleiro na Copa Ouro 2011 da CONCACAF". No mesmo torneio, ele ganhou o prêmio pela terceira e também pela quarta melhor defesa.

## Títulos
A:Torneio Apertura
C:Torneio Clausura

### Clubes

#### CD Olimpia
- Campeonato Hondurenho de Futebol (9): 2005–06 A, 2005–06 C, 2007–08 C, 2008–09 C, 2009–10 C, 2011–12 A, 2011–12 C, 2012–13 A, 2012– 13 C

#### FC Motagua
- Campeonato Hondurenho de Futebol (5): 1997–98 A, 1997–98 C, 1999–00 A, 1999–00 C, 2001–02 A
- Supercopa do Honduras (1): 1997–98

### Internacional

#### Honduras
- Copa Centroamericana (1): 2011
- Torneio Pré-Olímpico Masculino da CONCACAF (1): 2000

#### Individual
- Prêmio de melhor guarda-redes da Copa Ouro da CONCACAF (1): 2011
- Homem da partida na Copa do Mundo FIFA de 2010 contra a Suíça
- Melhor goleiros do Campeonato Hondurenho de Futebol (3): 2006–07 C, 2007–08 A, 2007–08 C

## Campanhas de Destaque
Olimpia
- Vice-Campeonato da Copa Interclubes da UNCAF: 2 vezes 2005 e 2006